# لشکر ۳۰ پیاده (ایالات متحده آمریکا)
لشکر ۳۰ پیاده (انگلیسی: 30th Infantry Division) لشکر پیاده‌نظام نیروی زمینی ایالات متحده آمریکا است، که در سال ۱۹۱۷ تأسیس شد و در سال ۱۹۷۴ منحل گردید.
لشکر ۳۰ پیاده یک واحد از گارد ملی ارتش ایالات متحده بود که در جنگ جهانی اول و جنگ جهانی دوم خدمت کرد. به افتخار رئیس‌جمهور اندرو جکسون، این لشکر "هیکوری قدیمی" لقب گرفت. آلمانی‌ها این لشکر را "روزولت اس‌اس" لقب دادند. لشکر ۳۰ پیاده‌نظام، که در ۲۸۲ روز نبرد شدید در طول دوره‌ای از ژوئن ۱۹۴۴ تا آوریل ۱۹۴۵ درگیر بود، توسط تیمی از مورخان به رهبری اس.ال مارشال به عنوان لشکر پیاده‌نظام آمریکایی که "کارآمدترین و مداوم‌ترین خدمات جنگی" را در جبهه عملیات اروپا انجام داده بود، در نظر گرفته شد. در حال حاضر، یگان‌هایی از این لشکر به عنوان تیم رزمی تیپ ۳۰ زرهی، بخشی از گارد ملی کارولینای شمالی، ادامه دارد. آخرین اعزام رزمی این واحد در سال ۲۰۱۹ بود.